# Dimona

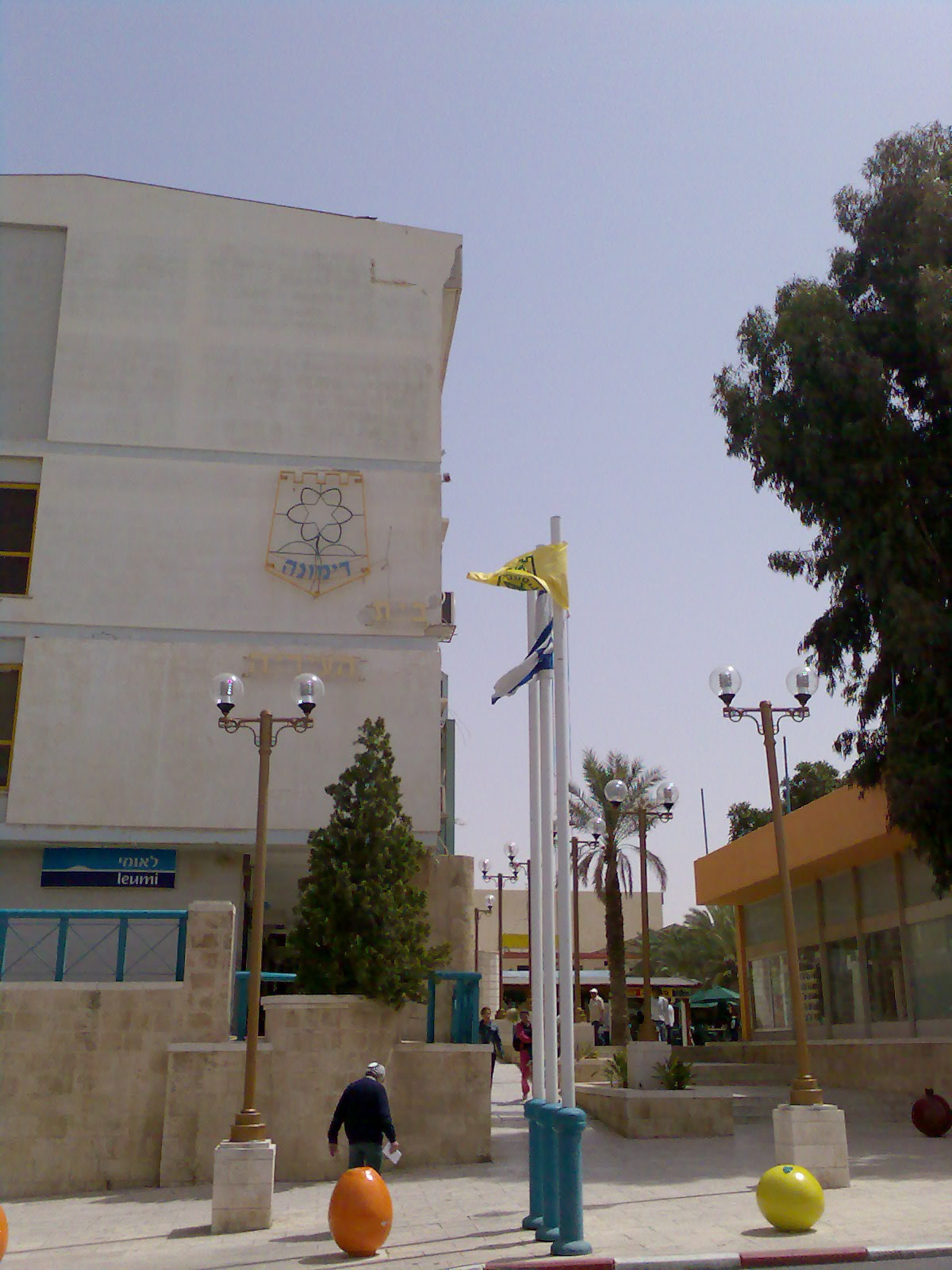
Primăria din Dimona

Dimona (în ebraică: דִּימוֹנָה‎) este un oraș israelian din deșertul Negev, în Districtul de Sud al Israelului, la 36 kilometri la sud de Beer Șeva și la 35 kilometri la vest de Marea Moartă la nord vest de Valea Arava. La sfârșitul anului 2007, populația era de 33,600 locuitori.
La 13 km sud-est de oraș se află Centrul de Cercetări Nucleare Shimon Peres, cunoscut ca „Reactorul din Dimona"  

## Numele
Numele orașului este derivat din cel al unui oraș biblic, menționat în Iosua 15:21-22.
„Aceasta este moștenirea fiilor lui Iuda, după familiile lor.
Cetățile care se aflau în partea de miazăzi, la marginea seminției fiilor lui Iuda, spre hotarul Edomului, erau: Cabțeel, Eder și Iagur; China, Dimona și Adada”

## Istorie
Dimona este una din așa numitele așezări de dezvoltare create în anii 1950 in vremea guvernării lui David Ben Gurion. A fost planificată in anul 1953, nu departe de Marea Moartă. Apoi a fost populată începând din anul 1955. Primii locuitori au fost 63 familii de  imigranti din Africa de Nord. În acel an numărul locuitorilor a ajuns la 300. La finele anilor 1950 și începutul anilor 1960 au fost așezați aici și imigranți din Europa de est, inclusiv din România și Polonia. În 1958, anul în care Dimona a primit statutul de „consiliu local”, s-a deschis în orășel o fabrică textilă.   
În 1961 populația a ajuns la 5,000 persoane. Dimona a fost declarată oraș în anul 1969. În anul 1971 numarul locuitorilor a fost de 23,700.
Când în 1958 a început programul nuclear al Israelului, datorită izolării locului și a accesului la spații de locuit, un loc de lângă Dimona a fost ales pentru construirea Centrului de Cercetări Nucleare din Neghev. Aceasta a făcut ca Dimona să fie în mare măsură identificată cu programul nuclear al Israelului.
În anii 1980 a avut loc o reducere treptată a numărului de locuitorilor ca urmare a unui proces de emigrație internă, dar apoi odată cu marele val de imigranți din Uniunea Sovietică și noua Comunitate a Statelor Independente ce i-a luat locul, în anii 1990 a avut loc o nouă creștere de populație. Dimona a devenit al treilea oraș din Neghev, atingând 34.000 locuitori.  Se așteaptă să-și tripleze populația până în anul 2025. 5.[2]

## Demografie
În afara imigranților din Africa de nord (mai ales Maroc și Tunisia), România, Polonia și Uniunea Sovietică, Dimona a primit și un relativ mare numar de imigranți evrei din India. Numărul lor este în prezent de  circa 7500. 
De asemenea a fost obiectul unei imigratii sui generis, a unor membri ai comunității afro-americane a așa numiților Evrei Negri venită din Statele Unite în frunte cu fondatorul acestei secte, Ben Ami Carter. Numărul acestora este in prezent de 3500, și statutul lor oficial în Israel care a fost multe vreme obiect de dispută, ei nefiind adepți ai iudaismului ortodox, a început să fie rezolvat treptat începând din anul 1990. În anul 2003 ei au primit statutul de rezidenți permanenți.

## Economie
În zona Dimona se afla mai multe mari uzine, intre care Combinatul chimic Marea Moartă, combinatul de îngrășăminte Rotem Amfert Neghev, Combinatul chimic Periclase Marea Moartă, Centrul de cercetări nucleare Shimon Peres, Haifa Kimikalim, și uzina de silicați.
La intrarea în oraș se află  mallul Peretz Center pe o arie de 16,000 mp. În ianuarie 2018 a inceput construirea unui nou centru comercial, Damari Center, pe o arie de 2, 2 ha.
Transporturile rutiere publice urbane și interurbane se concentrează la autogara centrală în centrul orașului.

## Cultură și viață comunitară
În oraș funcționează mai multe instituții de cultură și comunitare:
Primul centru comunitar (Matnas) s-a înființat în anul 1970.
- Teatrul Dimona -laborator cultural, inaugurat in anul 2009, mutat apoi în 2011 într-o clădire nouă din cartierul Kovshei Eilat
- Centrul de cultură și educație, cu biblioteca municipală.
- Radio Dimona
- Proiectul de computerizare Lehava - pentru adulti și copii
- Centrul de tineret Yaadim
- Cinemateca - aflată în Matnas
- Conservatorul orășenesc - prevăzut cu o orchestră de tineret - și condus de Orli Heruti
- Două sate de tineret ale asociației Ayalim

#### Evenimente culturale
- Festivalul Dimona de media și cinema de tineret - cu durata de trei zile
- Festivalul Yossi Izreeli de cinema de tineret
- Congresul de media Dimona
- Festivalul de folclor internațional
- Festivalul Orot Hamahol (Luminile dansului) Motti Alfassi - se desfășoară anual de sărbătoarea Hanuka  - începând din anul 2009
- Festival ha'edot - Festivalul culinar al obștilor

## Personalități născute aici
- Yossi Benayoun (n. 1980), fotbalist.